# Segling vid olympiska sommarspelen 1920
De olympiska tävlingarna i segling 1920 avgjordes mellan den 7 juli och 3 september. 101 deltagare från 6 länder tävlade i 14 grenar.

## Båtklasser
- Design:

## Medaljörer
| Gren                                | Guld | Silver                                                                       | Brons                                                                                                  |
| 12' Dinghy Detaljer...              | Nederländerna Cornelis Hin Johan Hin Frans Hin | Nederländerna Arnoud van der Biesen Petrus Beukers                           | Inga fler tävlande.                                                                                    |
| 18' Dinghy Detaljer...              | Storbritannien Francis Richards Thomas Hedberg | Inga fler tävlande.                                                          | Inga fler tävlande.                                                                                    |
| 6,5 meter Detaljer...               | Nederländerna Joop Carp Berend Carp Petrus Wernink | Frankrike Albert Weil Robert Monier Félix Picon                              | Inga fler tävlande.                                                                                    |
| 6 meter 1907 års regel Detaljer...  | Belgien Emile Cornellie Frédéric Bruynseels Florimond Cornellie                                                                                        | Norge Einar Torgersen Leif Erichsen Andreas Knudsen                          | Norge Henrik Agersborg Einar Berntsen Trygve Pedersen                                                  |
| 6 meter 1909 års regel Detaljer...  | Norge Andreas Brecke Paal Kaasen Ingolf Rød | Belgien Léon Huybrechts Charles van den Bussche John Klotz                   | Inga fler tävlande.                                                                                    |
| 7 meter Detaljer...                 | Storbritannien Cyril Wright Robert Coleman William Maddison Dorothy Wright                                                                             | Norge Johann Faye Sten Abel Christian Dick Neils Neilsen                     | Inga fler tävlande.                                                                                    |
| 8 meter 1907 års regel Detaljer...  | Norge Carl Ringvold Thorleif Holbye Alf Jacobsen Kristoffer Olsen Tellef Wagle                                                                         | Inga fler tävlande.                                                          | Inga fler tävlande.                                                                                    |
| 8 meter 1909 års regel Detaljer...  | Norge Magnus Konow Thorleif Christoffersen Reidar Marthiniussen Ragnar Vik                                                                             | Norge Jens Salvesen Finn Schiander Lauritz Schmidt Nils Thomas Ralph Tschudi | Belgien Albert Grisar (seglare) Willy de l'Arbre Georges Hellebuyck Léopold Standaert Henri Weewauters |
| 10 meter 1907 års regel Detaljer... | Norge Erik Herseth Gunnar Jamvold Petter Jamvold Claus Juell Sigurd Holter Ingar Nielsen Ole Sørensen                                                  | Inga fler tävlande.                                                          | Inga fler tävlande.                                                                                    |
| 10 meter 1909 års regel Detaljer... | Norge Charles Arentz Otto Falkenberg Robert Giertsen Willy Gilbert Halfdan Schjött Trygve Schjøtt Arne Sejersted                                       | Inga fler tävlande.                                                          | Inga fler tävlande.                                                                                    |
| 12 meter 1907 års regel Detaljer... | Norge Henrik Østervold Halvor Birkeland Rasmus Birkeland Lauritz Christiansen Hans Naess Halvor Mögster Jan Østervold Kristian Østervold Ole Østervold | Inga fler tävlande.                                                          | Inga fler tävlande.                                                                                    |
| 12 meter 1909 års regel Detaljer... | Norge Johan Friele Arthur Allers Martin Borthen Kaspar Hassel Erik Ørvig Olav Örvig Thor Ørvig Egill Reimers Christen Wiese                            | Inga fler tävlande.                                                          | Inga fler tävlande.                                                                                    |
| 30m2 skärgårdskryssare Detaljer...  | Sverige Gösta Lundquist Gösta Bengtsson Rolf Steffenburg                                                                                               | Inga fler tävlande.                                                          | Inga fler tävlande.                                                                                    |
| 40m2 skärgårdskryssare Detaljer...  | Sverige Tore Holm Yngve Holm Axel Rydin Georg Tengwall                                                                                                 | Sverige Gustaf Svensson Percy Almstedt Erik Mellbin Ragnar Svensson          | Inga fler tävlande.                                                                                    |

## Medaljtabell
| Pl.    | Nation         | Guld | Silver | Brons | Totalt |
| ------ | -------------- | ---- | ------ | ----- | ------ |
| 1      | Norge          | 7    | 3      | 1     | 11     |
| 2      | Nederländerna  | 2    | 1      | 0     | 3      |
| 2      | Sverige        | 2    | 1      | 0     | 3      |
| 4      | Storbritannien | 2    | 0      | 0     | 2      |
| 5      | Belgien        | 1    | 1      | 1     | 1      |
| 6      | Frankrike      | 0    | 1      | 0     | 0      |
| Totalt | 6              | 14   | 7      | 2     | 24     |